# کلیسای جامع سنت نیکلای
کلیسای جامع سنت نیکلای (روسی: Николаевский собор, ارمنی: Սուրբ Նիկոլայ Մայր եկեղեցի؛ Surb Nikolay Mayr yekeghets'i) یک کلیسای جامع ارتدوکس روسی در ایروان، ارمنستان بود که در سال ۱۹۳۱ تخریب شد. این کلیسا در مکان فعلی میدان شاهومیان، ناحیه کنترون ایروان واقع شده بود. این بنا در نیمه دوم سده ۱۹ میلادی تکمیل شده بود.

## نگارخانه

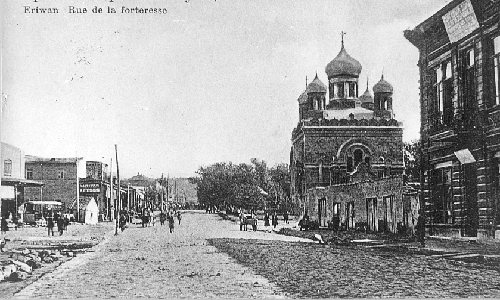
The cathedral with surrounding area in the Fortress St.
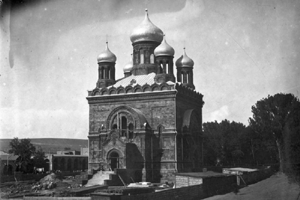
The façade
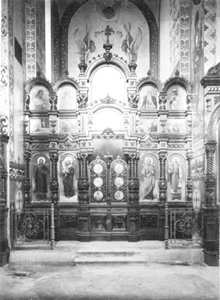
The altar
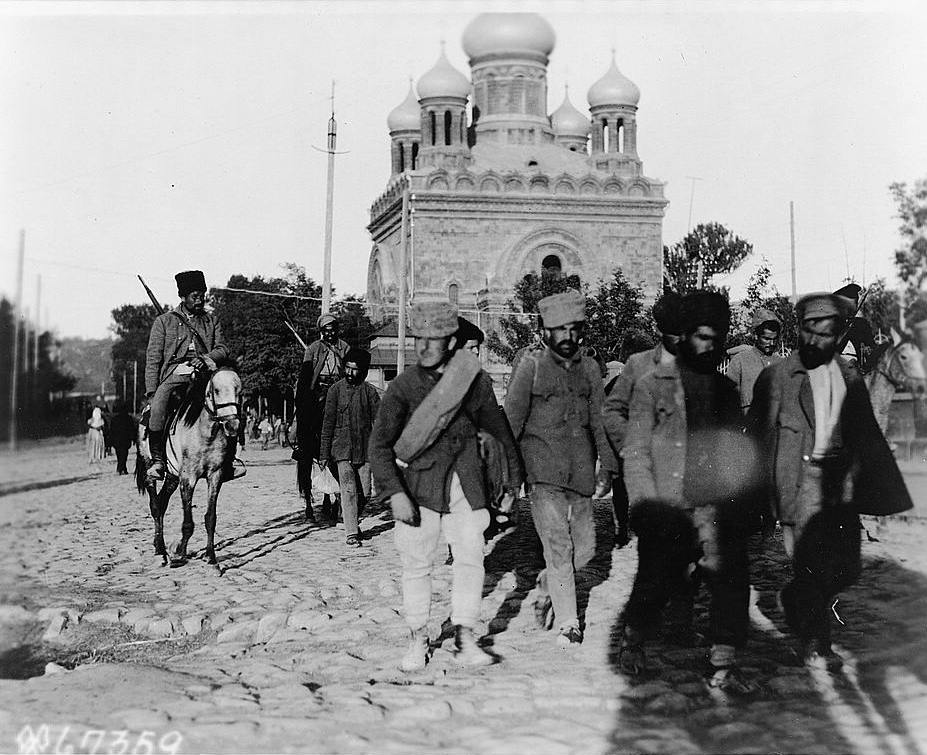
Armenian soldiers marching next to the church in 1919